# Schemonaicha
Schemonaicha (kasachisch Шемонаиха) ist eine Stadt im Gebiet Ostkasachstan mit 18.128 Einwohnern (Stand: 1. Januar 2025).

## Geographische Lage
Die Stadt liegt an beiden Ufern des Flusses Uba, 130 Kilometer nordwestlich der Gebietshauptstadt Öskemen (Ust-Kamenogorsk).

## Geschichte
1961 bekam Schemonaicha die Stadtrechte verliehen.

## Bevölkerung
Bei der Volkszählung 1999 hatte Schemonaicha 19.924 Einwohner. Die Volkszählung 2009 ergab für den Ort eine Einwohnerzahl von 19.127. Bei der letzten Volkszählung 2021 lebten 18.448 Menschen in Schemonaicha. Die Fortschreibung der Bevölkerungszahl ergab zum 1. Januar 2025 eine Einwohnerzahl von 18.128.
| Einwohnerentwicklung               | Einwohnerentwicklung | Einwohnerentwicklung | Einwohnerentwicklung | Einwohnerentwicklung | Einwohnerentwicklung | Einwohnerentwicklung | Einwohnerentwicklung |
| 1939                               | 1959                 | 1970                 | 1979                 | 1989                 | 1999                 | 2009                 | 2021                 |
| ---------------------------------- | -------------------- | -------------------- | -------------------- | -------------------- | -------------------- | -------------------- | -------------------- |
| 10.518                             | 15.916               | 20.565               | 22.612               | 23.607               | 19.924               | 19.127               | 18.448               |
| Anmerkung: Volkszählungsergebnisse |                      |                      |                      |                      |                      |                      |                      |

## Verkehr
Die Stadt liegt an der Eisenbahnstrecke, die ausgehend von Ust-Kamenogorsk in Richtung Russland verläuft. Schemonaicha befindet sich an der Fernstraße A10, die ebenfalls die Gebietshauptstadt Ust-Kamenogorsk mit Russland verbindet.